# Трипроменева зірка
Трипроменева зірка — емблема трибічної єдності прогресивних сил. Була емблемою Базельської секції Першого інтернаціоналу і означала співпрацю соціалістів, анархістів і республіканських демократів.
У часи Громадянської війни в Іспанії 1936—1939 років трипроменева зірка, що означала єдність республіканських сил — анархістів, соціалістів i комуністів — була відмітним знаком бійців Інтербригад.